# Quận Kidder, North Dakota
Quận Kidder là một quận thuộc tiểu bang Bắc Dakota, Hoa Kỳ. Quận lỵ đóng ở Steele6. Quận được đặt tên theo Jefferson Parrish Kidder. Dân số theo điều tra năm 2000 của Cục điều tra dân số Hoa Kỳ là 2435 người.

## Địa lý
Theo Cục điều tra dân số Hoa Kỳ, quận này có diện tích 3710 km2, trong đó có 210 km2 là diện tích mặt nước.